# Ismael Sánchez Jiménez
Nelson Ismael Sánchez Jiménez (17 de juny de 1982) és un ciclista dominicà. En el seu palmarès destaca el campionat nacional en ruta de 2007 i 2017 i cinc edicions de la Volta a la Independència Nacional.

## Palmarès
- 2005
  - Vencedor de 2 etapes a la Volta a la Independència Nacional
  - Vencedor de 3 etapes al Tour de Martinica
  - Vencedor d'una etapa al Tour de Guadalupe
- 2006
  - Vencedor d'una etapa al Tour de Martinica
- 2007
  -  Campió de la República Dominicana en ruta
  - Vencedor d'una etapa a la Volta a la Independència Nacional
  - Vencedor d'una etapa a la Volta a l'Equador
- 2008
  - Vencedor d'una etapa a la Volta a Costa Rica
- 2009
  - Vencedor d'una etapa al Tour de Guadalupe
- 2010
  - Vencedor d'una etapa a la Volta a la Independència Nacional
- 2012
  - 1r a la Volta a la Independència Nacional
- 2013
  - Vencedor d'una etapa a la Volta a la Independència Nacional
- 2016
  - 1r a la Volta a la Independència Nacional i vencedor de 2 etapes
- 2017
  -  Campió de la República Dominicana en ruta
  - 1r a la Volta a la Independència Nacional i vencedor d'una etapa
- 2020
  - 1r a la Volta a la Independència Nacional i vencedor de 2 etapes
- 2022
  - 1r a la Volta a la Independència Nacional